# Czarnoporek wrośniakowaty
Czarnoporek wrośniakowaty (Dichomitus squalens (P. Karst.) D.A. Reid) – gatunek grzybów z rodziny żagwiowatych (Polyporaceae).

## Systematyka i nazewnictwo
Pozycja w klasyfikacji według Index Fungorum: Dichomitus, Polyporaceae, Polyporales, Incertae sedis, Agaricomycetes, Agaricomycotina, Basidiomycota, Fungi.
Po raz pierwszy zdiagnozował go w 1886 r. P. Karsten nadając mu nazwę Trametes squalens. Obecną, uznaną przez Index Fungorum nazwę nadał mu D.A. Reid  w 1965 r.
Synonimy:

- Bjerkandera squalens (P. Karst.) P. Karst. 1887)
- Coriolellus anceps (Peck) Parmasto 1959)
- Coriolellus squalens (P. Karst.) Bondartsev & Singer 1941)
- Favolus squalens (P. Karst.) Zmitr. 2001)
- Polyporus anceps Peck 1895)
- Polyporus ellisianus (Murrill) Sacc. & Trotter 1912)
- Polyporus squalens (P. Karst.) Sacc. 1888)
- Polyporus versisporus Lloyd 1915)
- Poria squalens (P. Karst.) J. Lowe 1956)
- Trametes squalens P. Karst. 1886)
- Tyromyces anceps (Peck) Murrill 1907)
- Tyromyces ellisianus Murrill 1907)
- Tyromyces squalens (P. Karst.) Imazeki 1943

Polską nazwę nadał Stanisław Domański w 1965 r, używał też nazwy podskórnik skorupiasty.

## Morfologia
Owocnik
Jednoroczny lub wieloletni, rozpostarto-odgięty, o długości do 7 cm, szerokości do 3 cm i grubości do 1,5 cm u podstawy, twardy i korkowaty. Nie posiada wyczuwalnego zapachu, w smaku jest lekko gorzki. Górna powierzchnia początkowo kremowo-biała, potem coraz ciemniejsza, czerniejąca od brzegu i ostatecznie niemal czarna. Jest nieco koncentrycznie strefowany i lekko promieniście pomarszczony. Obrzeże wąskie, cienkie, białawe, z wiekiem ciemniejące. Pory początkowo w kolorze drewna, potem żółtawe, w końcu jasnobrązowe. Drobne, na 1 mm mieści się ich 4–5 i posiadają cienkie przegrody. Rurki o długości do 10 mm. Kontekst biały, twardo-włóknisty, o grubości 1–4 mm.
Cechy mikroskopowe
System strzępkowy dimityczny. Strzępki generatywne hialinowe, cienkościenne ze sprzążkami, o średnicy 1,5–4 μm. Strzępki łącznikowe hialinowe, grubościenne, zazwyczaj dichotomicznie rozgałęzione. Mają średnicę do 7 μm w środkowej części głównej strzępki i zwężają się w bocznych odgałęzieniach. Brak cystyd, występują natomiast wrzecionowate cystydiole o wymiarach 20–30 × 5–7 μm. Podstawki zgrubiałe, 4–sterygmowe, ze sprzążką w nasadzie. Wymiary: 15–22 × 6–8 μm. Zarodniki podłużne, elipsoidalne, brodawkowane, hialinowe, cienkościenne, nieamyloidalne, o wymiarach 7–10 × 2,5–3,5 μm.

## Występowanie i siedlisko
Występuje tylko na półkuli północnej. Podano jego stanowiska w Ameryce Północnej, Europie i Azji. W Europie jest szeroko rozprzestrzeniony, występuje od Hiszpanii po około 67 stopień szerokości geograficznej w Norwegii. W Polsce jest rzadki. Znajduje się na Czerwonej liście roślin i grzybów Polski. Ma status V – gatunek narażony na wymarcie. Znajduje się na listach gatunków zagrożonych także w Niemczech, Norwegii, Szwecji, Finlandii.
Rozwija się na martwym drewnie w lasach iglastych i mieszanych. Rozwija się  na martwych pniach i gałęziach drzew i krzewów iglastych, rzadko liściastych.

## Znaczenie
Saprotrof powodujący białą zgniliznę drewna. W Ameryce Północnej powoduje poważne szkody gospodarcze, zwłaszcza w drzewostanach sosny żółtej Pinus ponderosa. Wytwarza enzymy takie, jak endoglukanazy, celobiohydrolazy, ksylanazy, galakturonazy, dehydrogenazy celobiozy, lakaza i peroksydaza manganowa. Rozkłada ligninę i celulozę, może także skutecznie rozkładać barwniki syntetyczne, takie, jak barwniki azowe i trifenylometanowe. Gatunek ten jest dobrym kandydatem do badań nad degradacją ligniny i celulozy, jego enzymy mogą być także wykorzystane do rozkładu barwników syntetycznych. Przyczynkiem do dalszych badań jest wykonane w ramach projektu JGI CSP Saprotrophic Agaricomycotina (SAP zsekwencjonowanie genomu Dichomitus squalens.